# Kampfdolmetscher
Der Begriff Kampfdolmetscher bezeichnete im Zweiten Weltkrieg eine spezielle Form militärisch eingesetzter Sprachmittler. Diese wurden zumeist aus Zivilisten des Einsatzlandes, ethnischen Minderheiten innerhalb des Einsatzlandes oder Kriegsgefangenen rekrutiert. Neben den Sprachkenntnissen sollten diese Sprachmittler auch über eine vorherige militärische Ausbildung verfügen. Kampfdolmetscher wurden häufig bei Einsätzen hinter den gegnerischen Linien verwendet, um deutschen Kommandoeinheiten beim Zusammentreffen mit feindlichen Zivilisten oder Militärs eine sprachliche Tarnung zu ermöglichen, z. B. um Kontrollpunkte unerkannt zu überwinden. Während des Zweiten Weltkrieges wurden Sprachmittler sowohl beim Überfall auf Polen als auch im Russlandfeldzug sowie bei Spezialmissionen in Nordafrika eingesetzt. Besonders bekannt für den Einsatz von Kampfdolmetschern waren die deutschen Spezialkräfte der Division Brandenburg.